# Åsa gravfält

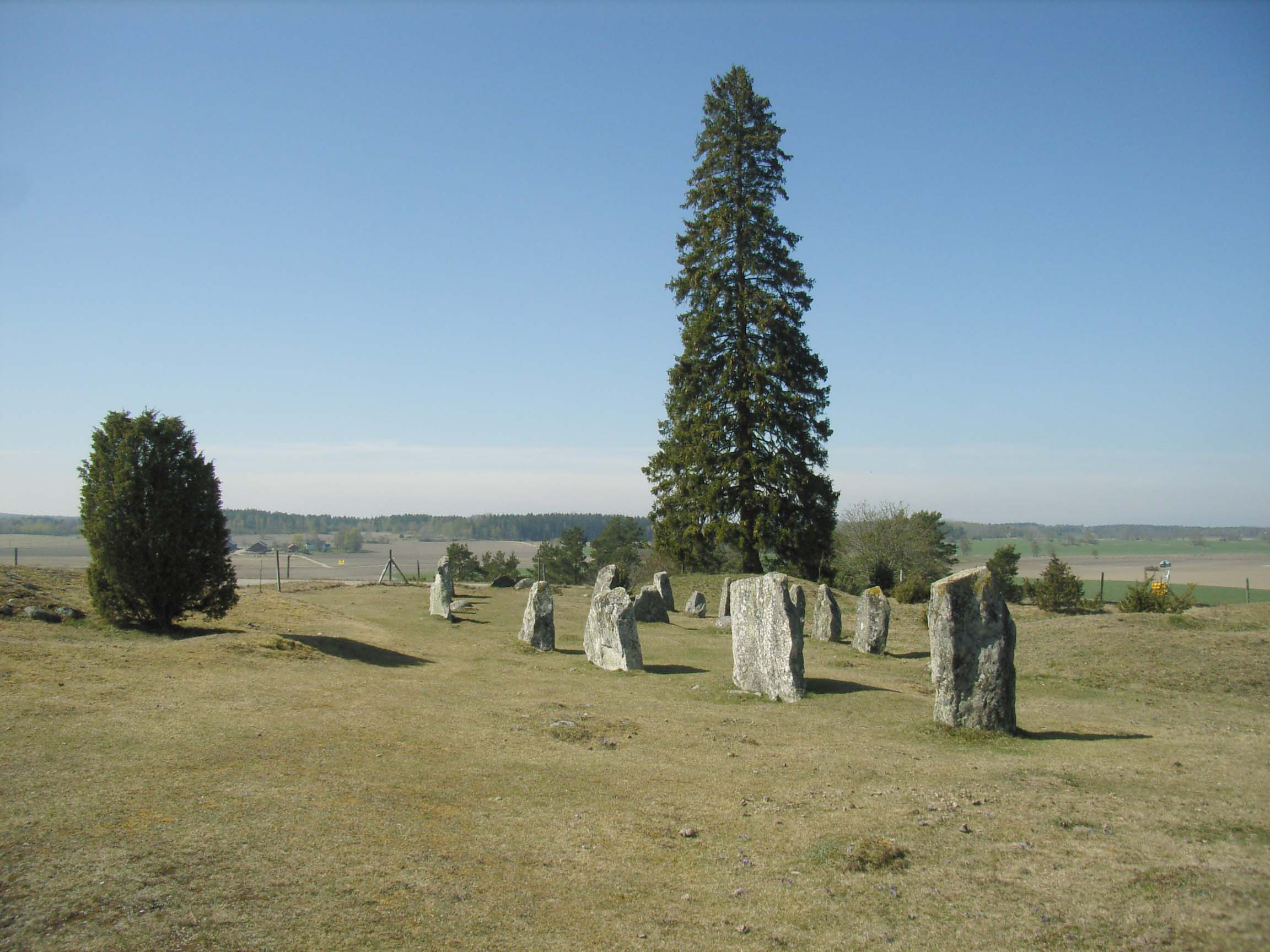
Skeppssättning vid Åsa gravfält.

Åsa gravfält är ett av Södermanlands största, bevarade gravfält från yngre järnåldern. Gravfältet ligger i Ytterselö socken på Selaön i Strängnäs kommun. På gravfältet finns en riklig förekomst av den fridlysta, sårbara backsippan. 

## Gravfältet
Gravfältet består av cirka 250 olika gravanläggningar, däribland 45 gravhögar och omkring 160 stensättningar. Den mest kända fornlämningen är en skeppssättning, kallad Åsa domaresäte. Skeppssättningen är 33 meter lång och åtta meter bred, och bestod ursprungligen av 24 resta stenar (idag 18). Väster om landsvägen finns även en domarring av sju resta stenar.

## Runstenen

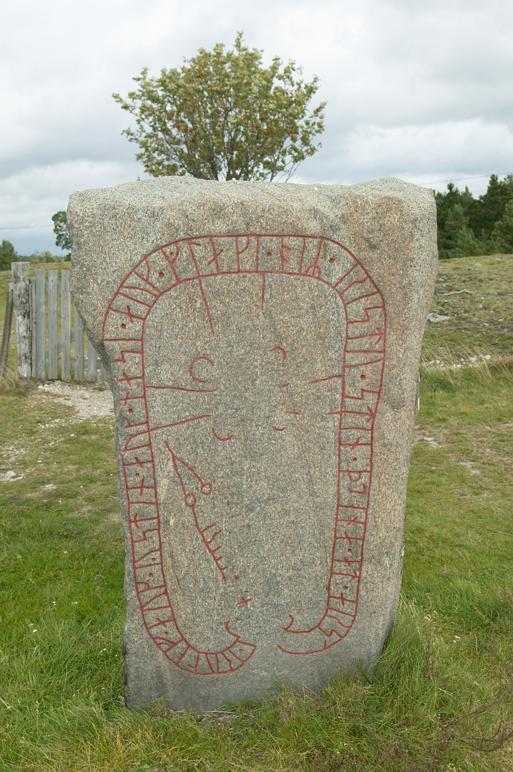
Runsten Sö 200 vid Åsa gravfält.

Invid den gamla landsvägen finns i anslutning till gravfältet även runsten Sö 200, vars inskription från 1000-talet efter Kristi födelse lyder: 
"Trotte och Rolev och Östen och Nase och Glägge, de reste denna sten efter Arnsten sin fader."
Om inskriften anger Riksantikvarieämbetet följande: "Den anonyme runmästare som ristat denna sten uppvisar flera karaktäristiska drag och ytterligare tre runristningar på Selaön kan tillskrivas honom. Han påminner till en del om den kände runmästaren Balle och har måhända lärt av honom. Personnamnen i inskriften är med undantag av Östen ovanliga. Glägge och Arnsten förekommer över huvud taget inte i någon annan känd runinskrift."